# Kenny B (album)
Kenny B is een muziekalbum van de zanger Kenny B uit 2015. Het is zijn eerste album bij het label Top Notch waar drie albums van de zanger in drie jaar tijd gepland zijn.
Op het album staan twee liedjes die hij eerder al op single uitbracht, Als je gaat en Parijs. Verder zingt Kenny B het nummer Jij bent de liefde dat hij op verzoek voor Guus Meeuwis schreef. Een door Meeuwis gezongen versie bracht Meeuwis op 15 mei uit op een single, dezelfde dag als dit album van Kenny B.

## Nummers
| Nummer | Naam                      | Duur | Opmerkingen          |
| ------ | ------------------------- | ---- | -------------------- |
| 1.     | Alleen jij                | 3:44 |                      |
| 2.     | Als je gaat               | 3:13 |                      |
| 3.     | So yu ben taigi mi        | 3:40 |                      |
| 4.     | Een man mag niet huilen   | 3:44 | met Jayh             |
| 5.     | Tjaipi lobi               | 4:10 | met Tekisha          |
| 6.     | Zij is de duivel          | 3:43 |                      |
| 7.     | Na regen komt zonneschijn | 3:39 |                      |
| 8.     | Yamba                     | 4:00 | met ND               |
| 9.     | Parijs                    | 3:12 |                      |
| 10.    | Neks ne tai               | 3:54 | met Tekisha          |
| 11.    | Vrienden                  | 3:33 |                      |
| 12.    | Jij bent de liefde        | 3:58 |                      |
| 13.    | Paramaribo                | 2:52 | met Jeffrey Spalburg |

## Hitnoteringen

### NederlandseAlbum Top 100
| Hitnotering (week 1 t/m 20): 23-05-2015 t/m 03-10-2015 Hitnotering (week 21): 24-10-2015 Hitnotering (week 22): 12-03-2016 Hitnotering (week 23 t/m 24): 03-06-2016 t/m 10-06-2016 Hitnotering (week 25): 22-07-2017 | Hitnotering (week 1 t/m 20): 23-05-2015 t/m 03-10-2015 Hitnotering (week 21): 24-10-2015 Hitnotering (week 22): 12-03-2016 Hitnotering (week 23 t/m 24): 03-06-2016 t/m 10-06-2016 Hitnotering (week 25): 22-07-2017 | Hitnotering (week 1 t/m 20): 23-05-2015 t/m 03-10-2015 Hitnotering (week 21): 24-10-2015 Hitnotering (week 22): 12-03-2016 Hitnotering (week 23 t/m 24): 03-06-2016 t/m 10-06-2016 Hitnotering (week 25): 22-07-2017 | Hitnotering (week 1 t/m 20): 23-05-2015 t/m 03-10-2015 Hitnotering (week 21): 24-10-2015 Hitnotering (week 22): 12-03-2016 Hitnotering (week 23 t/m 24): 03-06-2016 t/m 10-06-2016 Hitnotering (week 25): 22-07-2017 | Hitnotering (week 1 t/m 20): 23-05-2015 t/m 03-10-2015 Hitnotering (week 21): 24-10-2015 Hitnotering (week 22): 12-03-2016 Hitnotering (week 23 t/m 24): 03-06-2016 t/m 10-06-2016 Hitnotering (week 25): 22-07-2017 | Hitnotering (week 1 t/m 20): 23-05-2015 t/m 03-10-2015 Hitnotering (week 21): 24-10-2015 Hitnotering (week 22): 12-03-2016 Hitnotering (week 23 t/m 24): 03-06-2016 t/m 10-06-2016 Hitnotering (week 25): 22-07-2017 | Hitnotering (week 1 t/m 20): 23-05-2015 t/m 03-10-2015 Hitnotering (week 21): 24-10-2015 Hitnotering (week 22): 12-03-2016 Hitnotering (week 23 t/m 24): 03-06-2016 t/m 10-06-2016 Hitnotering (week 25): 22-07-2017 | Hitnotering (week 1 t/m 20): 23-05-2015 t/m 03-10-2015 Hitnotering (week 21): 24-10-2015 Hitnotering (week 22): 12-03-2016 Hitnotering (week 23 t/m 24): 03-06-2016 t/m 10-06-2016 Hitnotering (week 25): 22-07-2017 | Hitnotering (week 1 t/m 20): 23-05-2015 t/m 03-10-2015 Hitnotering (week 21): 24-10-2015 Hitnotering (week 22): 12-03-2016 Hitnotering (week 23 t/m 24): 03-06-2016 t/m 10-06-2016 Hitnotering (week 25): 22-07-2017 | Hitnotering (week 1 t/m 20): 23-05-2015 t/m 03-10-2015 Hitnotering (week 21): 24-10-2015 Hitnotering (week 22): 12-03-2016 Hitnotering (week 23 t/m 24): 03-06-2016 t/m 10-06-2016 Hitnotering (week 25): 22-07-2017 | Hitnotering (week 1 t/m 20): 23-05-2015 t/m 03-10-2015 Hitnotering (week 21): 24-10-2015 Hitnotering (week 22): 12-03-2016 Hitnotering (week 23 t/m 24): 03-06-2016 t/m 10-06-2016 Hitnotering (week 25): 22-07-2017 | Hitnotering (week 1 t/m 20): 23-05-2015 t/m 03-10-2015 Hitnotering (week 21): 24-10-2015 Hitnotering (week 22): 12-03-2016 Hitnotering (week 23 t/m 24): 03-06-2016 t/m 10-06-2016 Hitnotering (week 25): 22-07-2017 | Hitnotering (week 1 t/m 20): 23-05-2015 t/m 03-10-2015 Hitnotering (week 21): 24-10-2015 Hitnotering (week 22): 12-03-2016 Hitnotering (week 23 t/m 24): 03-06-2016 t/m 10-06-2016 Hitnotering (week 25): 22-07-2017 | Hitnotering (week 1 t/m 20): 23-05-2015 t/m 03-10-2015 Hitnotering (week 21): 24-10-2015 Hitnotering (week 22): 12-03-2016 Hitnotering (week 23 t/m 24): 03-06-2016 t/m 10-06-2016 Hitnotering (week 25): 22-07-2017 | Hitnotering (week 1 t/m 20): 23-05-2015 t/m 03-10-2015 Hitnotering (week 21): 24-10-2015 Hitnotering (week 22): 12-03-2016 Hitnotering (week 23 t/m 24): 03-06-2016 t/m 10-06-2016 Hitnotering (week 25): 22-07-2017 | Hitnotering (week 1 t/m 20): 23-05-2015 t/m 03-10-2015 Hitnotering (week 21): 24-10-2015 Hitnotering (week 22): 12-03-2016 Hitnotering (week 23 t/m 24): 03-06-2016 t/m 10-06-2016 Hitnotering (week 25): 22-07-2017 | Hitnotering (week 1 t/m 20): 23-05-2015 t/m 03-10-2015 Hitnotering (week 21): 24-10-2015 Hitnotering (week 22): 12-03-2016 Hitnotering (week 23 t/m 24): 03-06-2016 t/m 10-06-2016 Hitnotering (week 25): 22-07-2017 |
| Week: | 1 | 2 | 3 | 4 | 5 | 6 | 7 | 8 | 9 | 10 | 11 | 12 | 13 | 14 | 15 | |
| --- | --- | --- | --- | --- | --- | --- | --- | --- | --- | --- | --- | --- | --- | --- | --- | --- |
| Positie: | 2 | 1 | 6 | 7 | 14 | 19 | 15 | 16 | 27 | 29 | 34 | 31 | 38 | 42 | 33 | |
| Week: | 16 | 17 | 18 | 19 | 20 | | 21 | | 22 | | 23 | 24 | | 25 | | |
| Positie: | 51 | 63 | 89 | 84 | 76 | uit | 99 | uit | 67 | uit | 50 | 60 | uit | 98 | uit | |